# Joaquín María López López

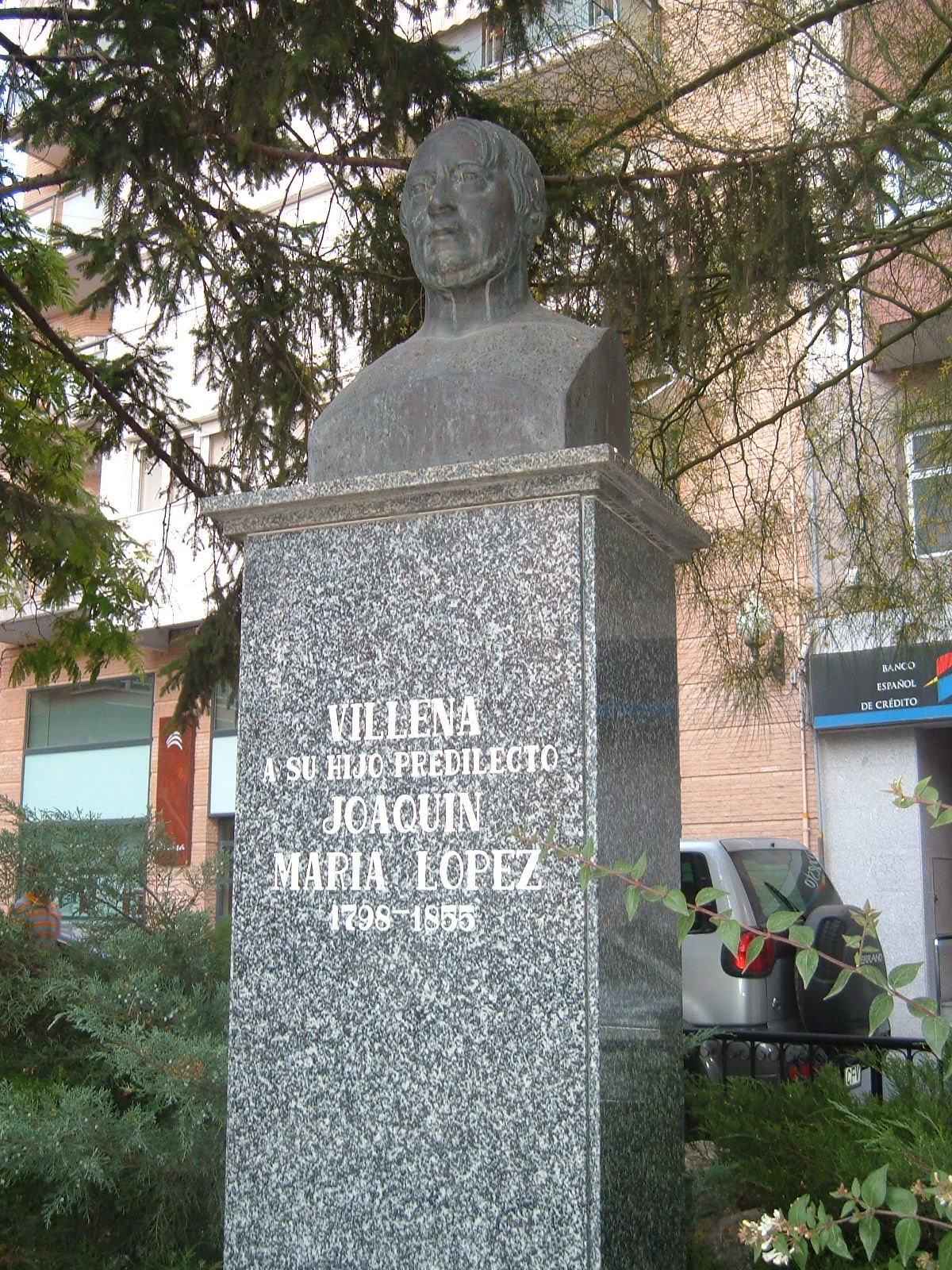
Bust de Joaquín María López a Villena.

Joaquín María López López (Joaquín María López de Oliver y López de Platas) (Villena, 15 d'agost de 1798 - Madrid, 1855) fou un advocat i polític valencià, President del Consell de Ministres d'Espanya en dos breus períodes de l'any 1843.

## Inicis
Pertanyia a una de les famílies més importants de la zona nord-oest de la província d'Alacant. Gran part de la seua família havia estat relacionada amb el poder des de més enllà dels Reis Catòlics fins al seu pare, que havia estat regidor de Villena. Va estudiar Filosofia al col·legi de Sant Fulgenci de Múrcia (1811-14) i Jurisprudència a la Universitat d'Oriola, on va obtenir primer el grau de Batxiller en Lleis (1818) i més tard el de Llicenciat (1821). Mentre estudiava va exercir en aquesta Universitat la càtedra de Filosofia Moral i Dret Natural, i la de Dret Romà. Va treballar breument com a advocat a Madrid (1821-1822) i després va tornar a la seva terra d'origen per incorporar-se a la Milícia Nacional. En acabar el trienni liberal va participar en la retirada de l'exèrcit constitucional cap a Andalusia i el 1823 es va exiliar a Montpeller fugint de la repressió dels absolutistes. Allí va passar un any, durant el qual va estudiar ciències a la universitat. De nou a Espanya, es va establir com a advocat a Alacant el 1829, on va romandre alguns anys.

## Carrera
Va començar la seva carrera política com a Síndic Personer de l'Ajuntament d'Alacant en 1833. Va ser diputat a Corts de 1834 a 1843 pel Partit Progressista. Durant aquest període va exercir, a més, altres càrrecs importants. Va ser Ministre de la Governació en el consell presidit per José María Calatrava, Alcalde de Madrid el 1840 i President del Consell de Ministres dos cops: del 9 al 19 de maig de 1843 i del 23 de juliol al 10 de novembre de 1843. Tant la seva primera destitució com el segon nomenament van estar estretament lligats als finals de la regència d'Espartero.
La seva segona etapa de presidència es va produir en unes circumstàncies significatives, a la caiguda del Regent Espartero. Aleshores li van encomanar la presidència d'un govern provisional que tenia com a objectiu el restabliment de l'ordre. Després de successius decrets del seu govern que vulneraven contínuament la Constitució espanyola de 1837 (l'oposició en les Corts va arribar a denunciar fins a nou violacions de la Constitució), la solució finalment aprovada per les Corts, malgrat les objeccions constitucionals, va ser declarar major d'edat la reina Isabel II.
Poc després va decidir abandonar la política, però més tard va tornar per ser Senador del Regne de 1849 a 1853 i Ministre togat del Tribunal de Guerra i Marina en 1854.

## Obra
Destacà com a orador i publicà, endemés dels seus discursos, novel·les i poesia: 
- "El juramento".
- "Discursos pronunciados en las Cortes de 1836, 37 y 38".
- "Lecciones de elocuencia general, de elocuencia forense, de elocuencia parlamentaria y de improvisación".
- "Colección de discursos parlamantarios, Defensas Forenses y producciones literarias".

## Mort
Joaquín María López va morir a Madrid, a conseqüència d'un càncer a la llengua, el dia 14 de novembre de 1855.